# Зима (Ваєт)
 Зима (Ваєт) — (англ. Winter) картина на межі різних жанрів, котру створив зимою 1946 року художник зі Сполучених Штатів Ендрю Ваєт (1917-2009). 

## Передісторія
Ендрю Ваєт наближався до свого тридцятиріччя. Ніхто тоді не знав, що він наблизився до суттєвих змін в особистому житті і в творчості.
Мати художника мала подругу, котра померла 1944 року. Ця смерть вразила і матір, і сина-художника, котрий відгукнувся на подію картиною «Різдвяний ранок». Насправді в картині не було ніякого різдва, а був пейзаж з хворою жінкою в ліжку, котре ніби розчинялось у пейзажі. Художник метафорично намагався показати тісний зв'язок людини із землею, на котрій особа жила і по смерті стане часточкою цєї землі і цього краєвиду.
У жовтні 1945 року машину батька було збито потягом . Катастрофа увірвала два життя — художник Ньюелл Конверс Ваєт, котрому виповнилось 62 роки, та його дворічний онук загинули. Несподівана і трагічна смерть в провінції  була важливою подією в історії родини. Подія важко вплинула на свідомість Ендрю Ваєта, котрий пізніше сам свідчив про це. Так, він жалкував, що не створив портрета батька (а навіщо, аже батьки вічні)... Він писав — 
| До цього я був просто вправним акварелістом — низка помахів пензлем і бризків. Коли батько загинув, у мене народилась необхідність доводити, що те, що він вклав в мою душу, не було змарновано — я був здатним зробити щось значуще...[2] |
У молодого Ендю загострилось відчуття відповідальності за себе і власну творчість. Відтепер він почав працювати так, наче постійно доводив собі, загиблому батькові і пам'яті про нього, що він вдячний за приємне дитинство, за підтримку і ті уроки майстерності, що отримав ( встиг отримати ) від батька. Пам'ять про батька стала стимулом для створення декількох нових картин Ендрю Ваєта. Серед них — «Зима» 1946.

## Опис твору
Більшість площини картини відведна під зображення пагорба. Провінціал Ваєт роками відвідував ці місця, бо сам зізнався, що на нього добре впливали ці наче зашліфовані століттями пагорби, дикі кущі, галявини з ягодами, всі ці дикі трави, котрі він залюбки малював ще з дитинства, побачивши замальовки з травами Альбрехта Дюрера в бібліотеці батька.
Композиції в картинах Ваета зазвичай не складні, але він працював над ними довго, відшукуючи найбільш характерне і потрібне для певного настрою. Всі його пейзажні твори мають власний настрій, практично завжди невеселий, але достовірний. По смерті батька він неодноразово відвідував місце його загибелі і нарешті переніс його в картину. Це саме той пагорб, за котрим і загинув Ньюєл Конверс Ваєт. 
В пустельному, по пуританські строгому і дикому пейзажі чогось не вистачало. Нарешті він населив його фігуркою юнака. Черговий порив вітру роздмухав його коротеньке пальто і вуха зимової шапки. Юнак щойно спустився з верхівки пагорба і вся його постать — втілення туги і неспокою. Відчуття неспокою несе навіть силует пагорба, котрий наче здіймає боки при диханні, ніби жива істота. Пізніше Ендрю Ваєт записав, що юнак був як уособлення його зраненої втротою душі, котра ніяк не заспокоювалась. 
| У мене був пригнічений настрій. Однак, мене зажди захоплював пейзаж, і тепер я відчув, що ( мої ) пейзажі набули якісного значення... Вперше в своєму житті я малював і знав чому і для чого[2]. |